# Wpływ księżyca
Wpływ księżyca (ang. Moonstruck) – amerykańska komedia romantyczna z 1987 roku w reżyserii Normana Jewisona.

## Fabuła
Włoska dzielnica Nowego Jorku. Loretta jest 37-letnią kobietą, której mąż zginął w wypadku samochodowym. Mieszka razem z rodzicami i dziadkami. Chce ponownie wyjść za mąż, żeby zdjąć prześladującego ją pecha. Wieczorem podczas kolacji oświadcza się jej Johnny Cammareri. Ślub ma się odbyć za miesiąc, gdyż Johnny musi wyjechać na Sycylię, by odwiedzić umierającą matkę. Przed wyjazdem prosi ukochaną, by zadzwoniła i zaprosiła na wesele jego brata Ronny’ego, z którym nie miał kontaktu od pięciu lat.

## Obsada
- Cher jako Loretta Castorini
- Nicolas Cage jako Ronny Cammareri
- Olympia Dukakis jako Rose Castorini
- Vincent Gardenia jako Cosmo Castorini
- Danny Aiello jako Johnny Cammareri
- Julie Bovasso jako Rita Cappomagi[1]
- Louis Guss jako Raymond Cappomagi[1]
- John Mahoney jako Perry
- Louis Guss jako Raymond Cappomaggi
- Feodor Chaliapin Jr. jako Dziadek Loretty

## Nagrody i nominacje
Oscary za rok 1987
- Oscar za najlepszy scenariusz oryginalny – John Patrick Shanley
- Oscar dla najlepszej aktorki pierwszoplanowej – Cher
- Oscar dla najlepszej aktorki drugoplanowej – Olympia Dukakis
- nominacje:
  - Najlepszy film – Norman Jewison, Patrick J. Palmer
  - Najlepsza reżyseria – Norman Jewison
  - Najlepszy aktor drugoplanowy – Vincent Gardenia

Złote Globy 1987
- Najlepsza aktorka w komedii/musicalu – Cher
- Najlepsza aktorka drugoplanowa – Olympia Dukakis
- nominacje:
  - Najlepsza komedia/musical (nominacja)
  - Najlepszy scenariusz – John Patrick Shanley
  - Najlepszy aktor w komedii/musicalu – Nicolas Cage

MFF w Berlinie 1988
- Srebrny Niedźwiedź dla najlepszego reżysera – Norman Jewison

Nagrody BAFTA 1988
- Najlepsza aktorka drugoplanowa – Olympia Dukakis
- nominacje:
  - Najlepszy scenariusz oryginalny – John Patrick Shanley
  - Najlepsza muzyka – Dick Hyman
  - Najlepsza aktorka – Cher